# Heteractaea peterseni
Heteractaea peterseni is een krabbensoort uit de familie van de Xanthidae. De wetenschappelijke naam van de soort is voor het eerst geldig gepubliceerd in 1940 door Garth.